# Taquaraçu de Minas
Taquaraçu de Minas est une municipalité brésilienne de l'État du Minas Gerais et la Microrégion d'Ipatinga.